# Jimmy Roy
Jimmy Roy (* 22. September 1975 in Sioux Lookout, Ontario) ist ein ehemaliger kanadischer Eishockeyspieler, der von 2006 bis 2011 bei den Iserlohn Roosters in der Deutschen Eishockey Liga spielte.

## Karriere

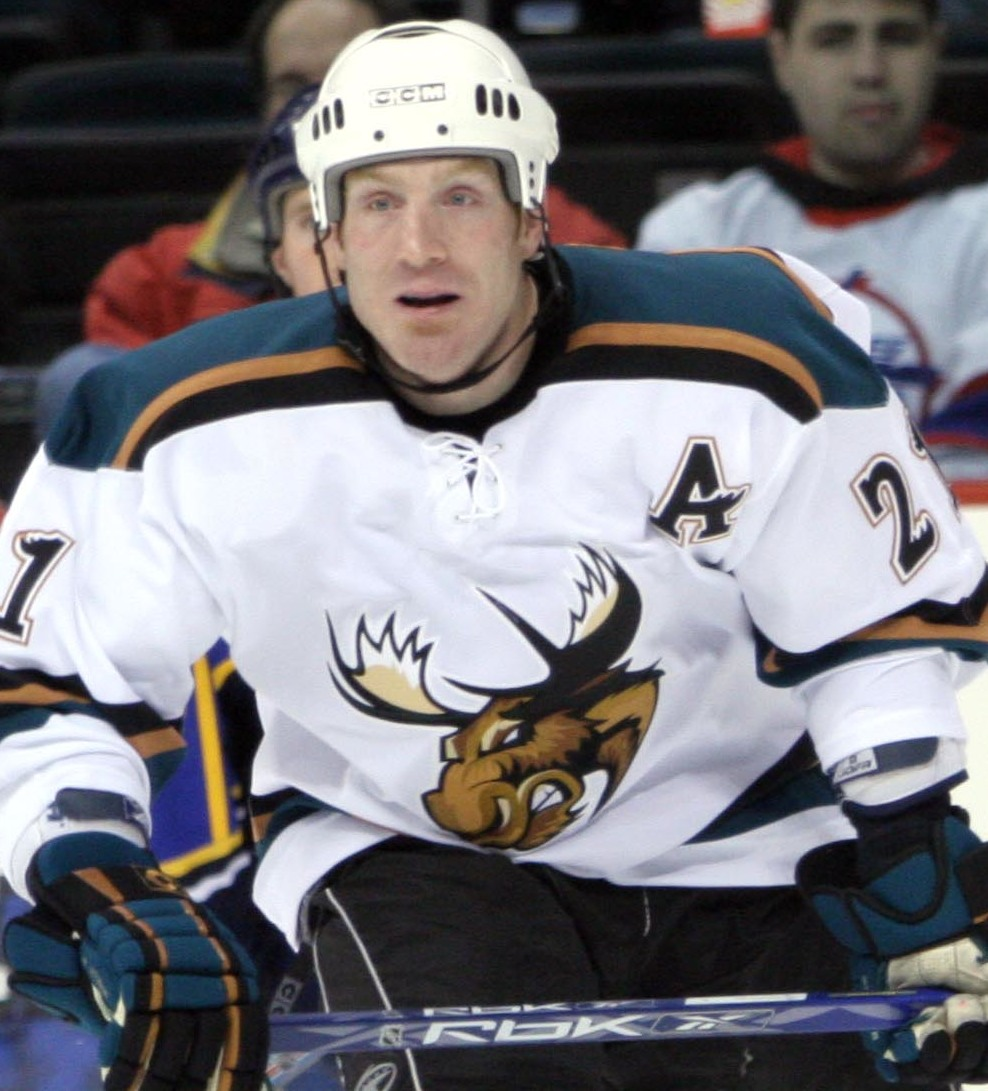
Jimmy Roy im Trikot der Manitoba Moose

Jimmy Roy spielte zwei Jahre an der Michigan Technological University, für deren Team er am Spielbetrieb der National Collegiate Athletic Association teilnahm, und schloss sich 1996 dem Team Canada an, mit dem er unter anderem am Spengler Cup in der Schweiz teilnahm. Der Rechtsschütze, der beim NHL Entry Draft 1994 als insgesamt 254. von den Dallas Stars gezogen wurde, unterzeichnete anschließend einen Probevertrag bei den Manitoba Moose in der IHL, für die er neun Spielzeiten lang auf dem Eis stand. In insgesamt 603 Spielen erzielte er in der IHL und nach deren Auflösung in der American Hockey League 228 Scorerpunkte. Roy hält bis heute die Teamrekorde in Spielen, Toren, Strafminuten, Unterzahltoren, Siegtoren sowie Schüsse auf das Tor und liegt zudem auf den vorderen Plätzen bei Vorlagen, Punkten sowie der Plus/Minus-Bilanz.
In den letzten Jahren kam Jimmy Roy wegen der Veteranen-Regel der AHL jedoch nicht mehr stetig zum Einsatz, sodass er zur Spielzeit 2006/07 zu den Iserlohn Roosters in die Deutsche Eishockey Liga wechselte. Im Dezember 2006 verlängerten die Roosters den Kontrakt mit dem Kanadier um zwei weitere Jahre bis 2009. In der Saison 2007/08 erreichte Roy mit den Roosters zum ersten Mal die Playoffs. Nachdem er zu einem der wichtigsten Spieler im Sauerland avancierte, wurde sein Vertrag im Dezember 2008 erneut um zwei Jahre verlängert. Die Saison beendete er wie im Vorjahr mit 32 Scorerpunkten. In der Spielzeit 2009/10 spielte er, wie in den Jahren zuvor, zusammen mit Ryan Ready. Als Center der beiden Flügelspieler agierte zunächst Brian Swanson, später Quinn Hancock. Anfang Oktober 2009 erzielte Roy einen Hattrick gegen die Kassel Huskies. Am 22. Spieltag zog sich der Kanadier im Spiel gegen die Augsburger Panther einen Muskelfaserriss zu und fiel vier Wochen aus. Nach seiner Rückkehr ins Team konnte er bis zum Saisonende nicht mehr an seine gewohnte Leistung anknüpfen.
Am 4. August 2011 beendete er seine aktive Karriere bei den Iserlohn Roosters, um zukünftig im Management der Winnipeg Jets in der NHL zu arbeiten.

## Erfolge und Auszeichnungen
- 2003 Yanick Dupré Memorial Award
- 2006 Teilnahme am AHL All-Star Classic

## Karrierestatistik
(Legende zur Spielerstatistik: Sp oder GP = absolvierte Spiele; T oder G = erzielte Tore; V oder A = erzielte Assists; Pkt oder Pts = erzielte Scorerpunkte; SM oder PIM = erhaltene Strafminuten; +/− = Plus/Minus-Bilanz; PP = erzielte Überzahltore; SH = erzielte Unterzahltore; GW = erzielte Siegtore; 1 Play-downs/Relegation; Kursiv: Statistik nicht vollständig)